# Ierápetra
Ierápetra (en grec moderne : Ιεράπετρα) est un dème (municipalité) sur la côte sud-est de l’île grecque de Crète. Elle fait partie du district régional du Lassíthi.
Le dème est issu de la fusion au 1er janvier 2001 de l'ancien dème de Ierápetra (devenu un district municipal) et de celui de Makrý Gialós, pour atteindre une superficie de 551,04 km2 et une population de 163 115 habitants, dans le cadre de la réforme Kallikratis.
Le district municipal de Ierápetra a une superficie de 394 km2  et compte 23 800 habitants selon le recensement de 2001. Il est constitué de la ville de Ierápetra, de plusieurs villages et hameaux, ainsi que de l’île de Chrysí.

## Économie
Les principales activités économiques sont l’agriculture en hiver et le tourisme l’été. La production agricole peut être divisée en deux activités principales. Alors que l’huile d'olive est produite dans la région depuis au moins la civilisation minoenne, de grandes quantités de fruits et légumes s’exportent depuis les trente dernières années. Ils sont cultivés dans des serres en plastique qui recouvrent 13 000 000 m2 entre la ville de Ierápetra et Néa Mýrtos. Elles ont été introduites par le Néerlandais Paul Kuypers (en). Les habitants de Ierápetra sont en moyenne les plus riches de l’île principalement grâce aux cultures sous serres.

## Ville de Ierápetra
La ville de Ierápetra (Gerapetro dans le dialecte local) est située sur la côte sud de la Crète, dans la baie de Ierápetra. Elle se situe au sud d’Ágios Nikólaos et au sud-ouest de Sitía et est un important centre régional. Avec 15 313 habitants (2001), elle est la ville la plus peuplée du district régional du Lassíthi et est la quatrième ville de Crète. Ierápetra est connue comme la ville la plus méridionale d’Europe, surnommée la mariée de la mer de Libye, à cause de sa position et étant la seule sur la côte sud de la Crète.
Ierápetra est présente dans l’histoire depuis la période minoenne. La cité grecque puis romaine de Hierapytna (en) était sur le même site que la ville aujourd’hui. Pendant la période classique, la cité devient la plus importante de la partie est de l’île. Au IIIe siècle av. J.-C., Hierapytna était célèbre pour ses penchants pour la piraterie. Détruite par les Romains en -67, elle fut rapidement reconstruite mais sans parvenir à échapper à la prépondérance de Gortyne. Aujourd’hui, les vestiges du port romain sont toujours visibles dans les eaux peu profondes de la baie.
En 824 de notre ère, la ville est à nouveau détruite par les Arabes et est reconstruite pour servir de base aux pirates. Pendant la période vénitienne, du XIIIe au XVIIe siècle, Ierápetra était connue sous son nom actuel, et retrouve sa prospérité. La forteresse de Kalés, construite en 1626 afin de protéger le port, date de cette époque, bien que le mythe local veuille qu’elle ait été construite par le pirate génois Enrico Pescatore en 1212. En juillet 1798, Napoléon séjourna chez une famille locale sur le trajet vers l’Égypte. La maison où il séjourna est toujours visible. Pendant la période ottomane, des mosquées furent construites dans la ville. Le Musée des antiquités abrite les vestiges du passé de Ierápetra. Ce musée est une ancienne école pour enfants turcs. La pièce majeure en est une statue très bien conservée de Perséphone.
De nos jours, Ierápetra est composée de deux quartiers distincts, Kato Mera et Pano Mera. Kato Mera est la vieille ville sur le promontoire au sud-ouest. Elle est caractérisée par un agencement médiéval des rues, avec des allées étroites, des culs-de-sac et de petites maisons, créant ainsi une atmosphère de petit village. La mosquée et la « maison de Napoléon » peuvent être trouvées dans ce quartier. Pano Mera est la nouvelle ville, beaucoup plus grande, avec de larges rues et des immeubles à trois ou quatre étages. Pano Mera continue de s’étendre vers l’ouest, le nord et l’est.
La principale artère commerciale est Koundouriotou. Dans le centre, on trouve également la mairie, deux cinémas, le musée et l’hôpital de la ville. À l’ouest de la ville, se trouve le promontoire avec la forteresse et un port pour les bateaux de pêche. Plus à l’est on trouve une petite plage longée de bars et de restaurants, suivie des quais desquels les ferries partent pour l’île de Chrysí. Plus loin encore, on trouve le boulevard principal, avec ses hôtels, bars restaurants et boutiques de souvenirs. À son extrémité, continue une nouvelle promenade longeant la longue plage de la baie de Ierápetra.
Les autorités locales prévoient le développement d’un nouveau port international. Ce plan attire l’opposition d’une partie des habitants qui pensent que cela détruira l’environnement local et le paysage.

## Île de Chrysí

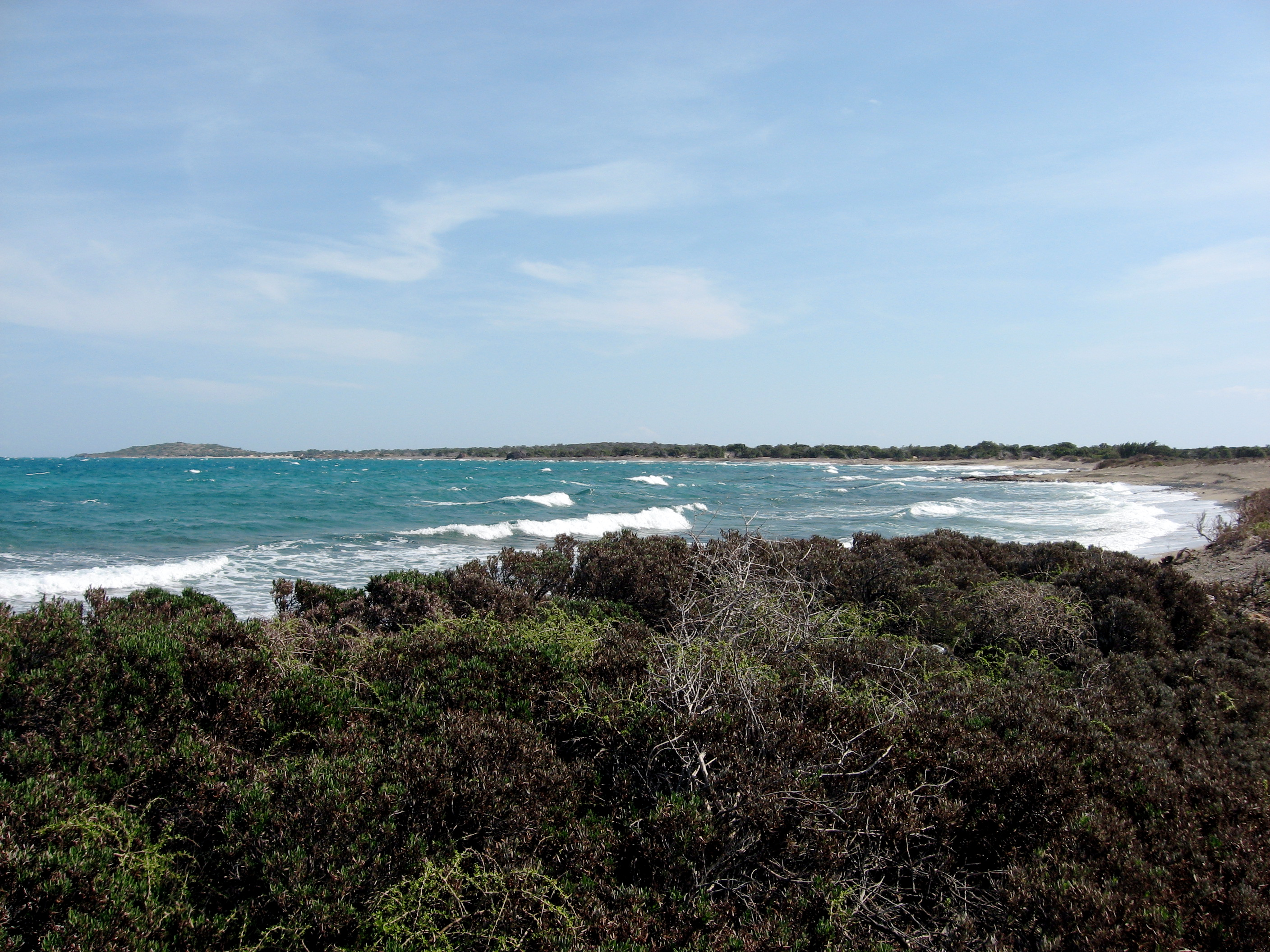
Vue de l'île de Chrysí

Chrysí (« dorée » en grec moderne) ou Gaidhouronis (l’île des ânes) est une île inhabitée à environ 12 km de la côte. Elle est longue de 5 km et large d’1 km. L’île s’élève environ à 10 mètres au-dessus du niveau de la mer : Kéfala, en étant le point le plus élevé à 31 mètres. L’île est renommée pour ses plages de sable blanc, ses dunes et ses forêts de pins et de genévriers.
La partie ouest de l’île possède quelques vestiges d’une ancienne occupation : des ruines minoennes et une chapelle du XIIIe siècle dédiée à Ágios Nikólaos (saint Nicolas). L’île était habitée pendant la période byzantine. Les principales sources de richesses étaient la pêche, l’exportation de sel et l’exportation de porfira (pourpre de Tyr), une teinture écarlate faite de coquillages. Après la période byzantine, l’île fut abandonnée mais fut parfois utilisée comme cachette.
De nos jours, l’île est protégée en tant que zone de beauté naturelle. En particulier l’été, l’île attire de nombreux touristes. Le camping y étant interdit, seuls les séjours d’une journée sont possibles. Les ferries quitte Ierápetra quotidiennement à 10 h 00 et 12 h 00 pour en revenir à 17 h 00 et 18 h 00. les visiteurs ne peuvent parcourir l’île librement, mais uniquement en suivant des sentiers spécifiques et sur quelques plages dans la partie orientale de l’île. Une petite taverne se trouve à l’embarcadère des ferries.

## Autres sites naturels

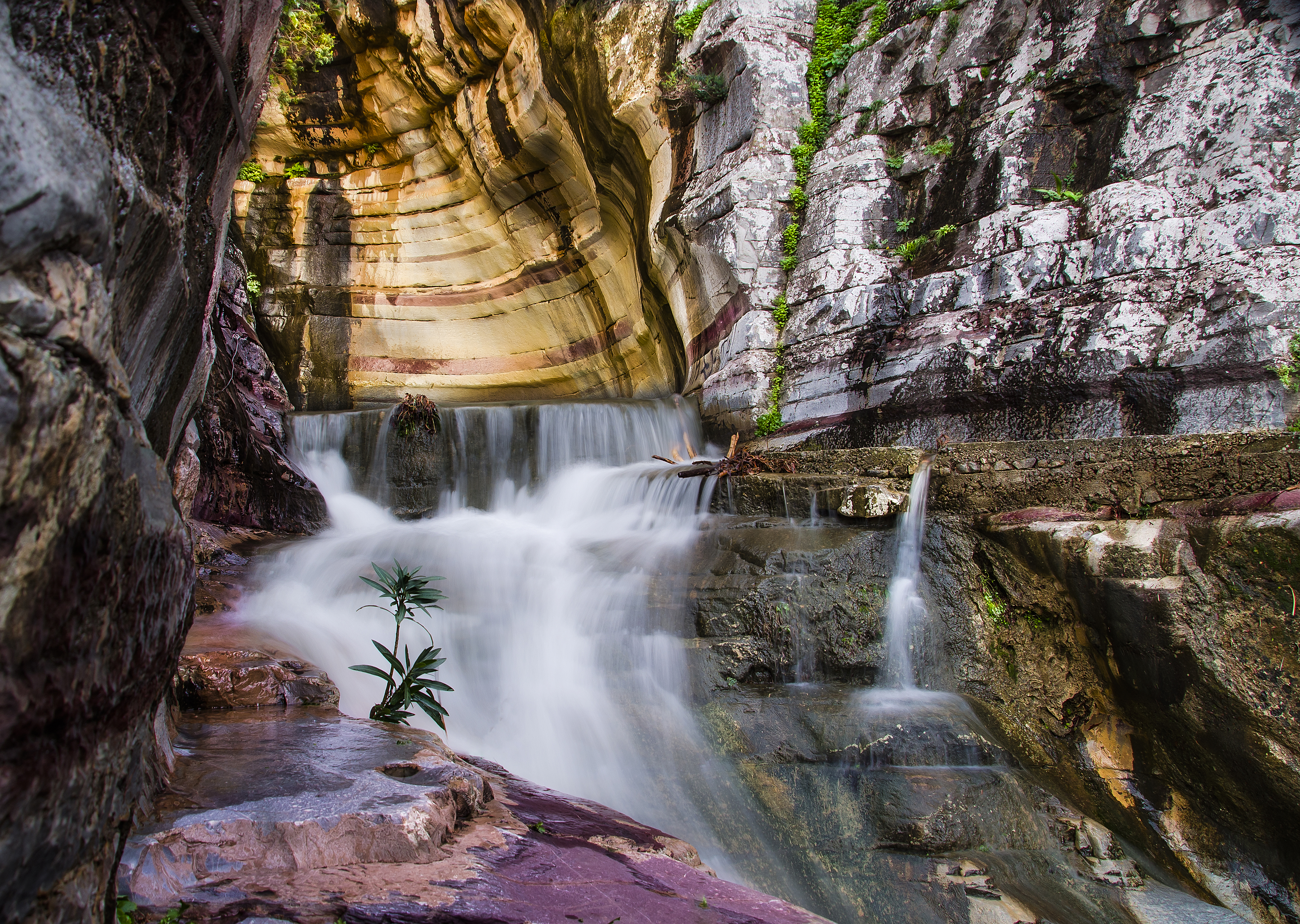
À la sortie de la gorge de Cha, à Ierápetra. Février 2015.

- Le barrage de Bramania et son lac : le lac fut créé afin d’approvisionner en eau les serres pendant l’été. Le lac et ses alentours sont la plus grande zone humide de Crète et est ainsi devenu une réserve naturelle réputée pour ses oiseaux.
- Mont Dicté
- Mont Thryptis
- Forêt de Selakano
- Gorge de Sarakina
- Gorge de Cha
- Gorge d’Avgo

## Sites minoens
- Gournia
- Pyrgos
- Vasiliki

## Divers
- En 1964, la scène du film Zorba le Grec dans laquelle Anthony Quinn danse le sirtaki fut tournée sur la plage de Ierápetra.
- Le compositeur Yánnis Markópoulos (en) (né en 1939) vécut à Ierápetra jusqu’à ce qu’il quitte le lycée en 1956 pour étudier la musique à Athènes.
- La ville a donné son nom au tourbillon de Ierapetra, structure océanique intense se formant chaque année en septembre au sud-est de la Crète à cause des vents étésiens.